# Sozialistische Monatshefte
Die Sozialistischen Monatshefte – Internationale Revue des Sozialismus war eine von 1897 bis 1933 von Joseph Bloch herausgegebene Zeitschrift, die im „Verlag der Sozialistischen Monatshefte“ in Berlin erschien.

## Geschichte und Inhalt
Sie stand dem revisionistischen Flügel der SPD nahe. Sie wurde nicht von der Partei kontrolliert und bot einen Freiraum für Debatten innerhalb der Bewegung. Für ihre Gegner, Vertreter der revolutionären Sichtweise als auch der Mitte der Partei, galten die Sozialistischen Monatshefte als publizistisches „Zentrum des internationalen Revisionismus“.
Die Zeitschrift war ursprünglich 1895 von Johann Sassenbach als Der sozialistische Akademiker. Organ der sozialistischen Studirenden und Studirten deutscher Zunge gegründet worden. Zwei Jahre später kam es zu Differenzen und Sassenbach schied aus der Redaktion aus. Von da an führte Joseph Bloch die Zeitschrift unter dem Titel Sozialistische Monatshefte als Herausgeber bei neuer Zählung im Juli 1897 fort. Seit 1903 waren die Sozialistischen Monatshefte eine GmbH mit 20.000 Goldmark Kapital. Gesellschafter waren Jakob Bamberger (5.999 Mark), Eduard Bernstein (2.000 Mark), Joseph Bloch (6.000 Mark, von denen 5.000 Mark aber von Leo Arons stammten). Auch Charles Hallgarten unterstützte die Zeitschrift z. B. 1905 mit 5.000 Mark.
Die Zeitschrift war von der SPD unabhängig. Sie erschien erst monatlich, von Anfang 1908 bis 1922 alle 14 Tage, und danach wieder monatlich. Die Zeitschrift stand dem politischen Standpunkt des Herausgebers, dem revisionistischen Flügel der SPD, nahe, bot aber auch Raum für Vertreter anderer Anschauungen, darunter auch einige Anarchisten sowie Sympathisanten eines linken Zionismus. Dieser wurde innerhalb der SPD wegen seiner Vorstellungen von Siedlungskolonialismus in Palästina abgelehnt, die Monatshefte jedoch teilten die strikte Kolonialkritik der SPD nicht. August Bebel wandte sich 1902 entschieden gegen die Zeitschrift und war der Auffassung, dass die Zeitung „außerhalb der Partei“ stehe. Ein Antrag, die Mitarbeit an den Monatsheften mit dem Parteiausschluss zu ahnden, hatte jedoch auf dem Leipziger Parteitag von 1909 keinen Erfolg. 1913 befasste sich der Parteiausschuss der SPD erneut mit der Frage, ob Parteimitglieder in den Sozialistischen Monatsheften veröffentlichen dürften. Philipp Scheidemann bezeichnet sie als Sammelpunkt: „wo alles zusammengetragen wird, was den Gegnern unserer Partei Genugtuung bereiten kann“.
Die Sozialistischen Monatshefte hatten große Bedeutung für die Auseinandersetzung um die Anerkennung der Konsumgenossenschaftsbewegung als eine von drei Säulen (Partei, Gewerkschaften, Konsumgenossenschaften) in der Arbeiterbewegung. Dazu gehörten nicht nur Aufsätze im Hauptteil, z. B. von Adolph von Elm, sondern auch regelmäßige Berichte in der Rubrik Genossenschaftswesen. Ein weiterer fester Bestandteil war die von Wally Zepler betreute Rubrik "Frauenbewegung". Darüber hinaus veröffentlichten die Hefte belletristische Texte. Zwischen 1908 und 1923 erschienen beispielsweise 17 Novellen der westpreußischen Schriftstellerin Elisabeth Siewert.
Die Zeitschrift enthielt die Beilagen Der sozialistische Student (neun Nummern insgesamt) und Documente des Sozialismus.
Zu den Mitarbeitern zählten Julius Bab, Eduard Bernstein, Gertrud David, Eduard David, Adolph von Elm, Henriette Fürth, Wolfgang Heine, Gerhard Hildebrand, Max Hochdorf, Erwin Marquardt, Max Nettlau, Paul Kampffmeyer, Julius Kaliski, Gustav Landauer, Conrad Schmidt, Hope Bridges Adams Lehmann, Élisée Reclus, Karl Renner, Rosa Schapire, Max Schippel, Arthur Schulz, Anna Siemsen, Heinrich Spaemann, Felix Stössinger, Franz Staudinger, Heinrich Trantow, Georg von Vollmar, Max Klesse und andere.
Originalausgaben der Zeitschriften finden sich noch im International Institute of Social History in Amsterdam und in der Bibliothek der Friedrich-Ebert-Stiftung Bonn und in vielen anderen deutschen Bibliotheken.

„Mein Programm war stets: in allen rein politischen Fragen Zusammengehen mit den bürgerlichen Parteien (nicht etwa mit der ‚Demokratischen Vereinigung‘, sondern mit richtigen Parteien); in allen wirtschaftspolitischen Fragen reine Vertretung des Arbeiterstandpunktes, der den Protektionismus erfordert, also auch das Schutzzollsystem; also in diesem Punkte schärster Gegensatz gegen den Liberalismus.“

Die "Sozialistischen Monatshefte" organisierten als Parallelveranstaltung zum offiziellen "Presseball" einen eigenen Ball, der für die liberale und linke Gesellschaft ein zentrales, glänzendes Event im Jahr war und eine Begegnungsplattform bot. Dort lernten sich beispielsweise Eduard David und Helene Stöcker kennen, die sich dann gemeinsam für die Rechte unehelicher Mütter und Kinder einsetzten.

## „Gleichnamige Zeitschriften“
- Sozialistische Monatshefte. Verlag Volkswille, Stuttgart 1946–1949
- Neue sozialistische Monatshefte. Zeitschrift für Theorie und Praxis des wissenschaftlichen Sozialismus in Wirtschaft, Politik und Kultur. Deutscher Arbeiter Verlag, Eitorf, Sieg 1962–1965